# Przygody Hucka
Przygody Hucka, Przygody Hucka Finna (tytuł oryginalny Adventures of Huckleberry Finn) – powieść dla młodzieży amerykańskiego pisarza Marka Twaina opublikowana w Wielkiej Brytanii w 1884 r. a w Stanach Zjednoczonych w 1885; pierwsze wydanie polskie – 1898 r.
Jest kontynuacją Przygód Tomka Sawyera. Głównym bohaterem jest Huckleberry Finn, występujący wcześniej w Przygodach Tomka.
Powieść wielokrotnie filmowana, m.in. jako anime Huckleberry Finn.
Narratorem książki jest Huckleberry Finn, młodzieniec, którego prostoduszny miejscowy język komponuje się ze szczegółowymi i poetyckimi opisami scen, żywymi postaciami i narracją, które są zarówno komiczne, jak i subtelnie ironiczne.

## Fabuła
Uciekłszy od brutalnego ojca alkoholika, Huck Finn trafia na Wyspę Jacksona, gdzie spotyka Jima – zbiegłego niewolnika. Postanawiają razem płynąć na znalezionej tratwie w dół Missisipi, aby przedostać się do tzw. wolnych stanów, gdzie Jimowi nie grozi niewola. Po drodze spotykają rozmaite osoby, co daje autorowi możliwość pokazania różnych klas i obyczajów. W efekcie doznanych doświadczeń Huck przezwycięża konwencjonalne uprzedzenia rasowe i uczy się szanować Jima.
Idylliczne opisy okolicznych lasów i rzeki na równi z nieświadomym humorem Hucka i dobrocią natury przenikają całość powieści. Poruszanym w powieści wątkiem jest ludzkie okrucieństwo, które objawia się zarówno w aktach jednostek, jak i w bezmyślnej przez nich akceptacji instytucji takich jak niewolnictwo. Naturalna dobroduszność Hucka jest nieustannie kontrastowana z cechami zdeprawowanego społeczeństwa.

## Wpływ na literaturę
Wraz z inną powieścią Twaina Przygody Toma Sawyera, „Przygody Hucka”, poprzez ukazanie pogłębionych portretów chłopięcych, odmieniły literaturę dziecięcą w Stanach Zjednoczonych, a także literaturę amerykańską jako taką.
Powieść stała się klasykiem amerykańskiego realizmu, zarówno w przypadku portretu chłopców, jak i przedwojennego Południa, zwłaszcza poprzez użycie przez autora tamtejszego dialektu.

## Kontrowersje
Realizm zawarty w książce był źródłem kontrowersji, które nasiliły się pod koniec XX wieku. Ich źródłem był użyty język, pomimo ukazanej przyjaźni Hucka z Jimem. Publikacja w 2011 roku ocenzurowanej wersji powieści również wywołała debatę i przez wielu została uznana za równie niedopuszczalną jak oryginał.

## Polskie przekłady
Dotychczas ukazało się kilka przekładów książki na polski, autorstwa: Teresy Prażmowskiej (1898), Marcelego Tarnowskiego (1934), Krystyny Tarnowskiej (1955), Jolanty Konsztowicz (1997), Zbigniewa Batki (2003) i Magdaleny Machay (2008).